# آروس تادئوسیان
آروس آرشاکی تادئوسیان (ارمنی: Արուս Արշակի Թադևոսյան؛  زادهٔ ۳۱ دسامبر ۱۹۰۷ - درگذشته ۱۴ ژوئیهٔ ۱۹۸۳) مترجم اهل ارمنستان بود.

## زندگی‌نامه
وی در ۳۱ دسامبر ۱۹۰۷ در کوتائیسی به دنیا آمد و از دانشکده تاریخ دانشگاه دولتی مسکو فارغ‌التحصیل گشت. وی عضو اتحادیه نویسندگان اتحاد شوروی بود. همچنین برندهٔ جوایزی همچون چهره فرهنگی شایسته ارمنستان شوروی شده‌است. وی در ۱۴ ژوئیهٔ ۱۹۸۳ در سن ۷۵ سالگی در ایروان درگذشت.